# 서울 금천구 시흥동 폭발 사고
서울 금천구 시흥동 폭발 사고는 서울특별시 금천구 시흥동에서 발생한 화재, 폭발 사고이다.

## 원인
식자재를 운반하던 5t트럭과 1톤 화물차량이 도로에서 충돌 한 뒤에 5t트럭이 5층 건물로 돌진해 들이 받은 뒤 멈췄지만 가스 배관을 건드려 가스 누출되어 폭발과 함께 화재가 발생한 사건이다. 해당 사고로 2명이 숨지고 6명이 부상을 당했다.

## 사진

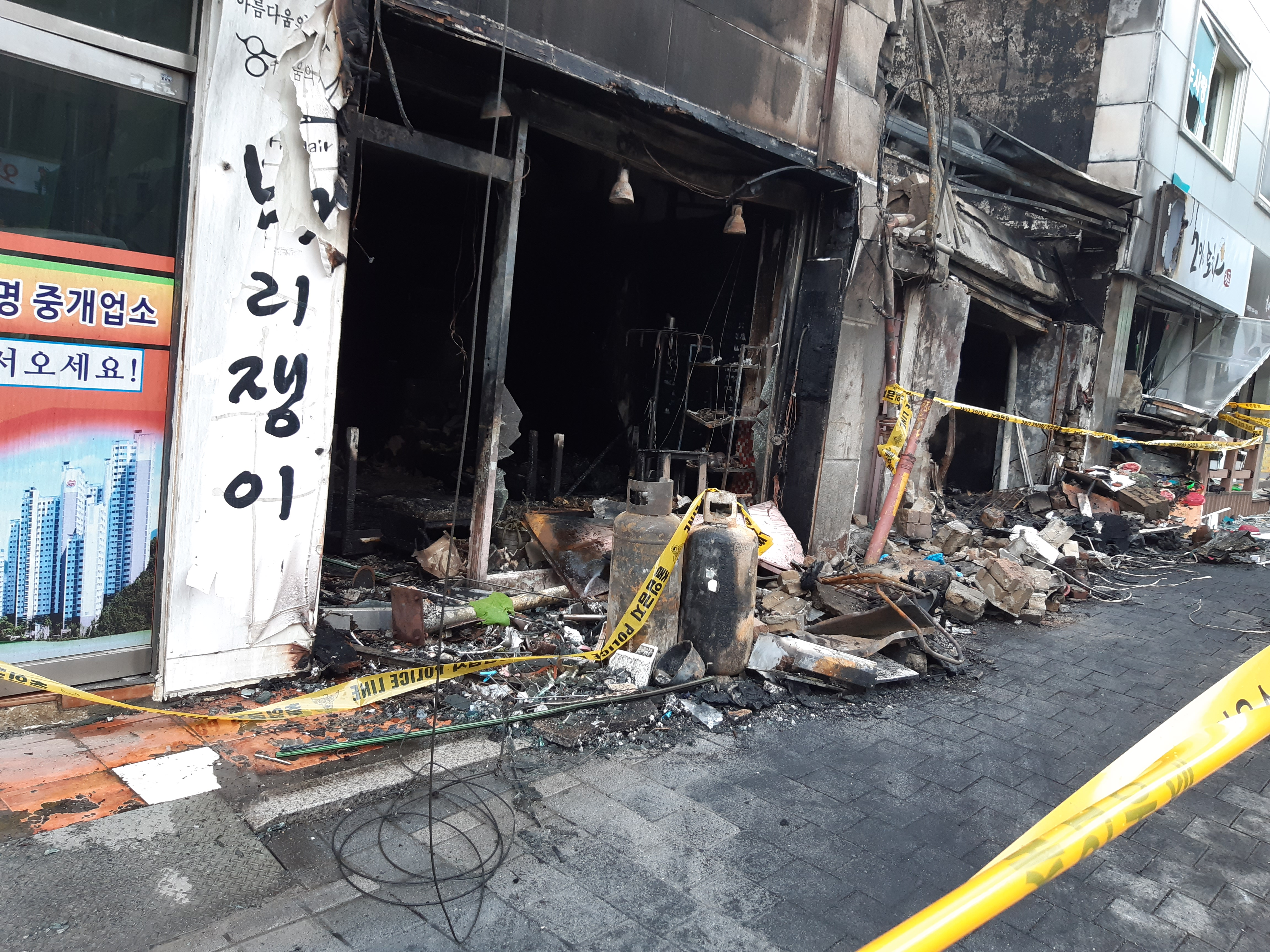
폭발사고 현장 2